# 1390 en Angleterre
Chronologie de l'Angleterre
- 1386
- 1387
- 1388
- 1389
- 1390
- 1391
- 1392
- 1393
- 1394

Cette page concerne l'année 1390 du calendrier julien.

## Naissances en 1390
- 3 octobre : Humphrey de Lancastre, 1er duc de Bedford et 1er comte de Pembroke
- 27 décembre : Anne Mortimer, comtesse de Cambridge
- Date inconnue : 
  - Thomas Beckington, évêque de Bath et Wells
  - John Dunstable, compositeur
  - William Haute, member of Parliament pour le Kent
  - William Oldhall, speaker de la Chambre des communes
  - Richard Praty, évêque de Chichester
  - Thomas Rede, marchand
  - Richard Talbot, archevêque de Dublin (en)
  - Richard Vernon, speaker de la Chambre des communes

## Décès en 1390
- 24 mars : Elizabeth Darcy, comtesse d'Ormond
- 10 mai : Ralph Basset, 1er baron Basset de Drayton
- 14 août : John FitzAlan, 2e baron Arundel
- 17 août : 
  - Guy de Bryan, 1er baron Bryan
  - Nicholas Carew, administrateur
- 29 août : Robert Wikeford, archevêque de Dublin (en)
- Date inconnue : Simon Lunceford, member of Parliament